# Chiesa di San Pietro Apostolo (Rocca di Botte)
La chiesa di San Pietro Apostolo è la parrocchiale di Rocca di Botte, in provincia dell'Aquila e diocesi di Avezzano; fa parte della forania di Carsoli.

## Storia

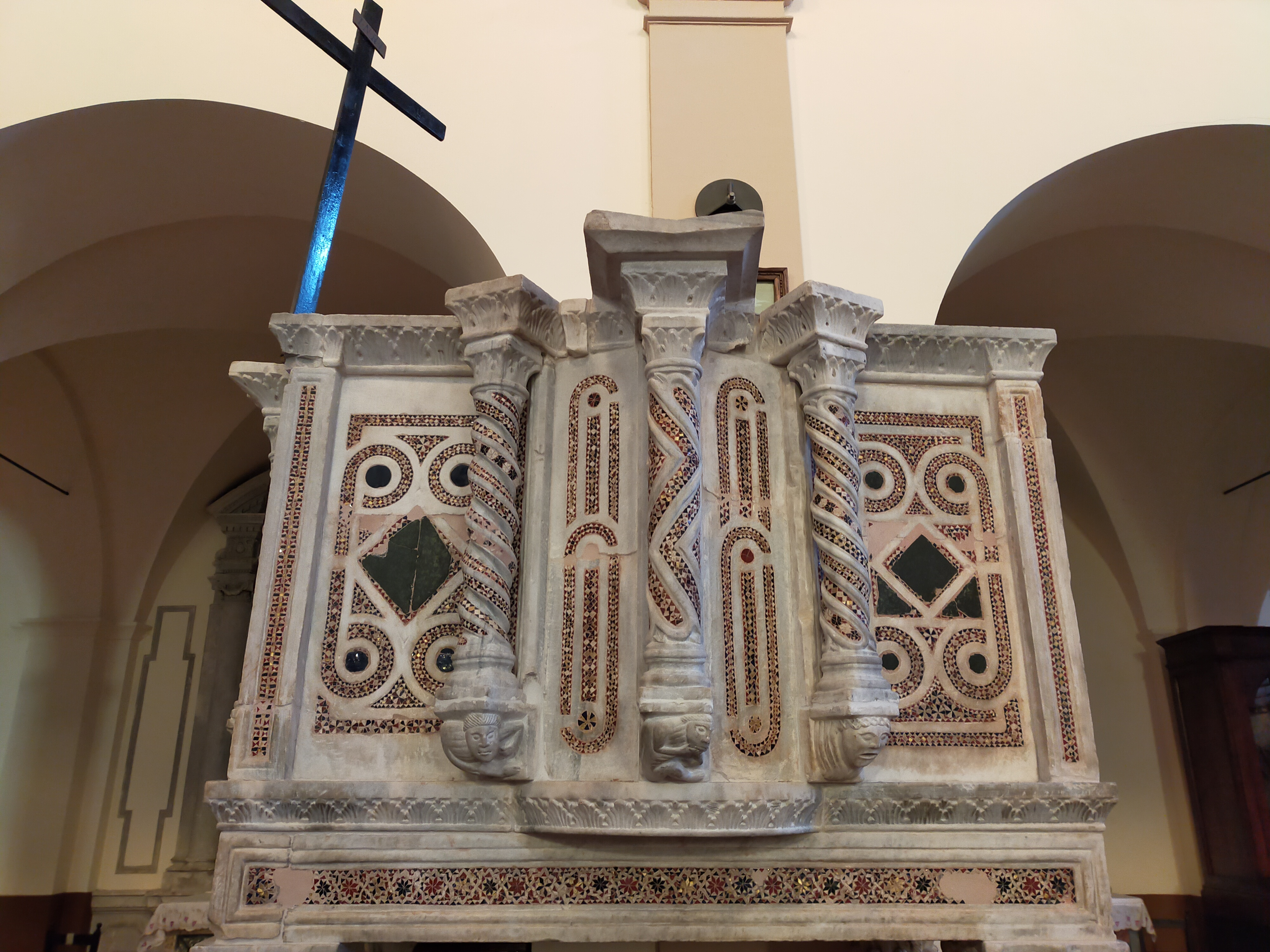
Pulpito romanico

Secondo alcuni storici la chiesa originaria risalirebbe almeno al X secolo, periodo in cui sarebbe esistito un monastero basiliano o benedettino intorno al quale venne edificato il villaggio primordiale. Di sicuro la chiesa pievana viene citata tra i possedimenti della diocesi dei Marsi nella bolla pontificia di Papa Clemente III del 1188.
Ingrandita e impreziosita con diverse opere d'arte cosmatesche tra il XII e il XIII secolo, rappresentò il centro religioso e sociale attorno al quale si sviluppò il borgo medievale di Rocca di Botte. Assoggettata in questo periodo all'abbazia territoriale di Subiaco rappresenta, insieme ad altre chiese del territorio marsicano come alcune chiese di Tagliacozzo, San Pietro in Alba Fucens, San Nicola a Corcumello e San Cesidio a Trasacco, un esempio dell'influsso artistico della scuola romano-marsicana, così come la definì lo storico e architetto Carlo Ignazio Gavini.
La chiesa restaurata e consolidata nel corso dei secoli è stata dotata della sagrestia nel 1752 in occasione delle celebrazioni commemorative per il settecentenario della morte di san Pietro l'eremita, patrono di Rocca di Botte e del comune gemellato di Trevi nel Lazio.
Rimaneggiata nella seconda metà del XX secolo, subì nel 2010 il furto delle colonne tortili del pulpito romanico, ritrovate dalla Guardia di Finanza circa due anni dopo e riconsegnate alla collettività.

## Descrizione
La chiesa madre di Rocca di Botte è a tre navate. Conserva due opere romaniche in marmo del XII secolo: il pulpito e il tabernacolo che esaltano la navata centrale. Gli affreschi sono del Cinquecento. È dotata di due organi, quello antico già presente nel 1636 e quello nuovo attribuibile all'artista di Affile, Cesare Catarinozzi. Una lunga fase di restauro, nei primi anni del XXI secolo, li ha riportati all'originario splendore.
Reperti di epoca romana e medievale caratterizzano il portico davanti alle tre porte d'ingresso. Il campanile quadrato svetta sulla parte sinistra della facciata.